# Parepactophanes minuta
Parepactophanes minuta is een eenoogkreeftjessoort uit de familie van de Canthocamptidae. De wetenschappelijke naam van de soort is voor het eerst geldig gepubliceerd in 1935 door Kunz.